# Svante Thuresson

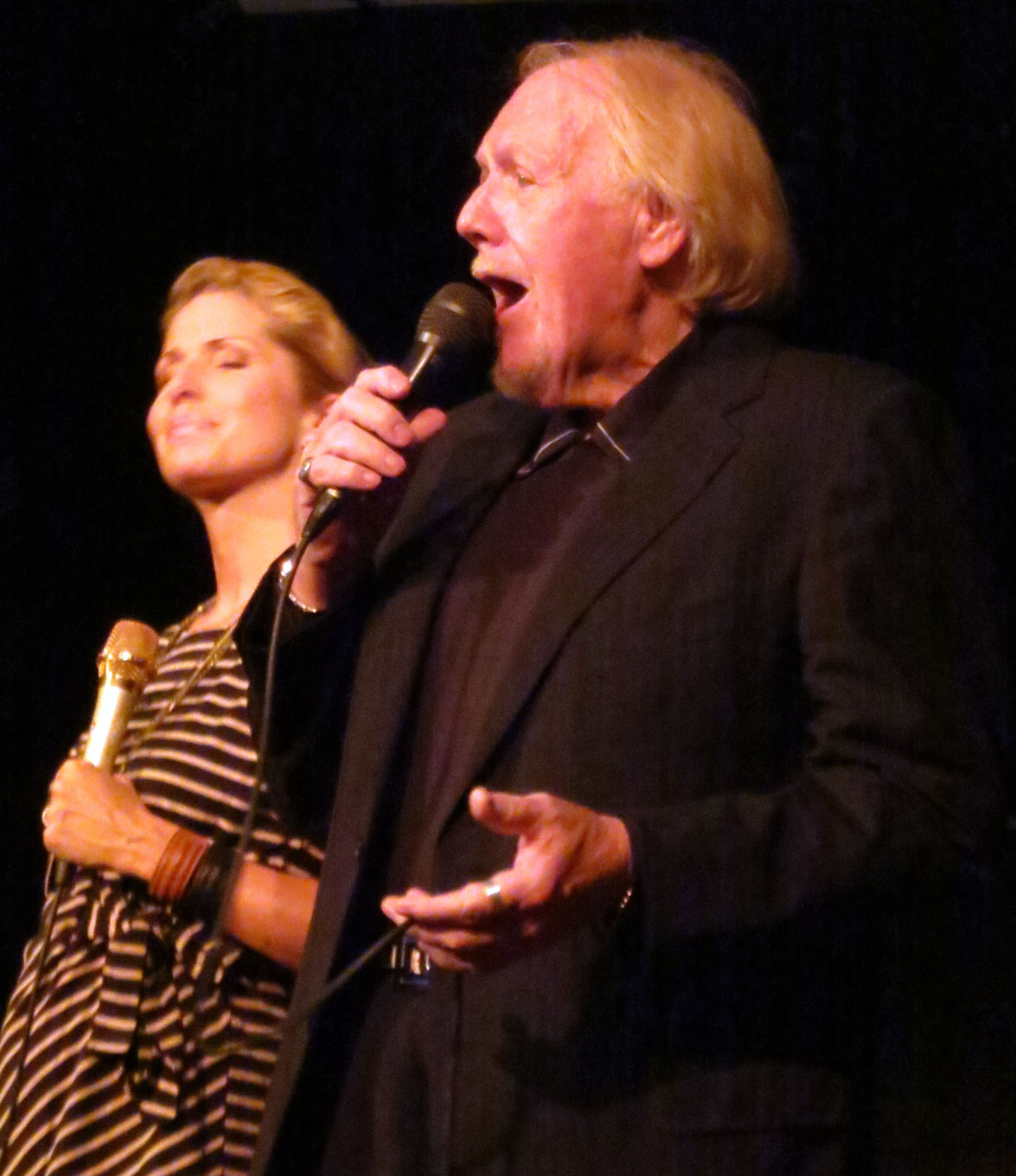
Svante Thuresson und Viktoria Tolstoy, 2012

Svante Thuresson (* 7. Februar 1937 in Stockholm; † 10. Mai 2021) war ein schwedischer Jazz- und Pop-Sänger.

## Karriere
Thuresson machte die ersten Schritte seiner Musikerkarriere als Schlagzeuger. Von 1963 bis 1967 sang er in der Vokalgruppe Gals and Pals, mit der er erste Fernsehauftritte hatte. Zusammen mit der Sängerin Lill Lindfors gewann er den Melodifestivalen 1966 und durfte daher sein Land beim Grand Prix Eurovision de la Chanson 1966 in Luxemburg vertreten. Mit dem jazzigen Schlager Nygammal vals erreichte das Duo den zweiten Platz.
1977 nahm er mit dem jazzigen Disco-Stück Johan B. Lund erneut am Melodifestivalen teil und erreichte hinter den Siegern Forbes den zweiten Platz.
Seit den 1970er Jahren war Thuresson als Sänger teilweise mit Jazzbands oder Jazz-Orchestern unterwegs. Auch trat er mit Viktoria Tolstoy auf.
Thuresson starb am 10. Mai 2021 im Alter von 84 Jahren nach längerer Krankheit.

## Diskografie

### Alben
| Jahr | Titel                              | Höchstplatzierung, Gesamtwochen, AuszeichnungChartsChartplatzierungen (Jahr, Titel, Platzierungen, Wochen, Auszeichnungen, Anmerkungen) | Anmerkungen |
| Jahr | Titel                              | SE | Anmerkungen |
| ---- | ---------------------------------- | --- | ----------- |
| 1993 | En salig man                       | SE9 (15 Wo.)SE |             |
| 1995 | Jag är hip, baby...                | SE30 (10 Wo.)SE |             |
| 1998 | Vi som älskar och slåss            | SE59 (1 Wo.)SE |             |
| 2002 | Nya kickar                         | SE45 (1 Wo.)SE |             |
| 2004 | Bästa                              | SE37 (4 Wo.)SE |             |
| 2007 | Svante Thuresson & Vänner          | SE17 (10 Wo.)SE |             |
| 2011 | Regionala nyheter: Stockholmsdelen | SE5 (12 Wo.)SE |             |
| 2011 | En cool jul                        | SE16 (5 Wo.)SE |             |

Weitere Alben
- 1967: Doktor Dolittle (Musical mit Siw Malmkvist, Per Myrberg und Fred Åkerström)
- 1968: Du ser en man
- 1969: Nyanser
- 1970: Noaks ark (Kompilation)
- 1970: Albin och Greta (mit Lill Lindfors)
- 1972: Danspartaj 1
- 1975: Den första valsen
- 1978: Discohits
- 1979: Den är till dej
- 1982: Just in Time (mit Héctor Bingert)
- 1986: Pelle Svanslös
- 1993: Live
- 2000: Guldkorn (Kompilation)
- 2005: Box of Pearls (mit Katrine Madsen)

### Singles
| Jahr | Titel Album                  | Höchstplatzierung, Gesamtwochen, AuszeichnungChartsChartplatzierungen (Jahr, Titel, Album, Platzierungen, Wochen, Auszeichnungen, Anmerkungen) | Anmerkungen |
| Jahr | Titel Album                  | SE | Anmerkungen |
| ---- | ---------------------------- | --- | ----------- |
| 2017 | Karl-Bertil Jonsson, 14 år – | SE89 (1 Wo.)SE |             |